# María Dolores Ugarte
Maria Dolores Ugarte Martínez  (* im 20. Jahrhundert) ist eine  spanische Mathematikerin und Hochschullehrerin. Sie ist Professorin in der Abteilung für Statistik, Informatik und Mathematik an der Universidad Pública de Navarra (UPNA). Ihr Forschungsinteresse liegt im allgemeinen Bereich der statistischen Modellierung und der räumlichen und zeitlich-räumlichen Statistik mit Anwendungen in vielen Bereichen.

## Leben und Werk
Ugarte erhielt 1989 einen Abschluss in Mathematik an der Universität Saragossa und promovierte 1996 in Mathematik an der Staatlichen Universität Navarra. Sie absolvierte von 1997 bis 1998 ihre Postdoc-Ausbildung in der Abteilung für Mathematik und Statistik der Simon Fraser University in Kanada.
1997 wurde sie außerordentliche Professorin und 2009 ordentliche Professorin im Fachbereich Statistik, Informatik und Mathematik an der Staatlichen Universität Navarra. Von 2007 bis 2012 war sie dort Leiterin der Abteilung für Statistik.
Sie war von 2010 bis 2013 Vizepräsidentin für Statistik in der Spanischen Statistischen Gesellschaft (SEIO) und von 2018 bis 2023 Mitglied des Exekutivkomitees von FENStatS (Verband der Europäischen Nationalen Statistischen Gesellschaften). Von 2017 bis 2021 arbeitete sie mit der spanischen Forschungsagentur zusammen. Sie war von 2021 bis 2022 Präsidentin des Mathematik- und Physikausschusses der Nationalen Kommission zur Bewertung von Forschungstätigkeiten (CNEAI). Sie ist Mitglied des Mathematikbeirats der Gadea Science Foundation. Im Januar 2023 wurde sie zur Direktorin des INAMAT2 (Institute for Advanced Materials and Mathematics) an der UPNA und im September 2023 zur Präsidentin von FENStatS ernannt.
Sie ist Autorin mehrerer Lehrbücher und hat mehr als 110 Artikel in JCR-Zeitschriften veröffentlicht und war an vielen Forschungsprojekten mit öffentlichen Verwaltungen, Unternehmen und Universitäten beteiligt.
Ugarte war von 2017 bis 2020 Chefredakteurin der Zeitschrift TEST. Sie war außerdem Gastredakteurin für mehrere Zeitschriften wie Computational Statistics and Data Analysis (CSDA), Environmetrics und Statistical Methods in Medical Research. Sie war Mitherausgeberin des Journal of the Royal Statistical Society Series A und des CSDA. Sie ist Mitherausgeberin von Statistical Modelling, REVSTATS und dem Spanish Journal of Statistics. Sie ist Mitglied des Redaktionsausschusses von Spatial and SpatioTemporal Epidemiology und Mitglied des wissenschaftlichen Komitees des Colombian Journal of Statistics, Investigación Operacional (Kuba) und Saberes (Argentinien).

## Auszeichnungen (Auswahl)
- 2007: INNOLEC Lectureship Award, Masaryk-Universität (Tschechische Republik)
- 2021: zusammen mit Tomás Goicoa Mangado, Gonzalo Vicente und Paloma Fernández Rasines erhielt sie für den  im Journal of the Royal Statistical Society A veröffentlichte Artikel Crime against women in India: Uncovering spatial patterns and temporal trends in dowry deaths across districts of Uttar Pradesh über ihr geleitetes Forschungsprojekt einen der fünf Preise der Statistics and Operations Research Society (SEIO) – BBVA Foundation[7][8]
- 2024: SEIO-Medaille[9]

## Veröffentlichungen (AuswahL)
- Probability and Statistics with R. CRC Press, 2015, ISBN 978-1466504394.
- mit Ana F. Militino, Alan Arnholt: Probability Statistics With R. Chapman & Hall/CRC, 2008, ISBN 978-1584888918.